# Zamia oreillyi
Zamia oreillyi es una especie de cicada, planta de la familia Zamiaceae, del orden Cycadales.
Ciertas especies del genero Zamia son plantas muy parecidas y confundidas con los helechos ya que cuentan con tallo subterráneo (tubérculo hipogeo), pero tienen hojas elípticas con un peciolo de 0.5 m de alto y hojas grandes, pinadamente compuestas, agrupadas cerca del extremo del tallo (por lo general cerca del suelo). Tallo cubierto por bases foliares persistentes o desnudo. Pinnas linear-lanceoladas oblongas, articuladas al raquis, angostadas en la base, gradualmente acuminadas en el ápice; márgenes regularmente espinosos en la mitad superior, espinas hasta 3mm de largo, las pinnas medianas 16 cm de largo por 1 cm de ancho, con aspecto coriáceo y fuertes en el pecíolo, teniendo una reproducción por medio de Megaesporangios que crecen en estróbilos diferenciándolos en cono hembra y macho.
Se la ha encontrado solo en la localidad tipo, en el departamento de Atlántida, Honduras, cerca de la hacienda Agua Caliente, que está a unos 2 km al suroeste de Jutiapa. Esta especie posee hojas que recuerdan al género Chigua (Zamiaceae). Es notable por su pedúnculo largo de 15.9 cm del estróbilo masculino y el pequeño tamaño de éste de 2.9 cm de largo por 0.6-1 cm de ancho. Se conoce con el nombre vulgar de camotillo
Etimología; La especie está dedicada a Carlos Manuel O’Reilly, que en esa época era estudiante de la carrera de biología de la Universidad Nacional Autónoma de Honduras y voluntario del herbario TEFH, quien participó en las expediciones en que se encontraron los ejemplares.

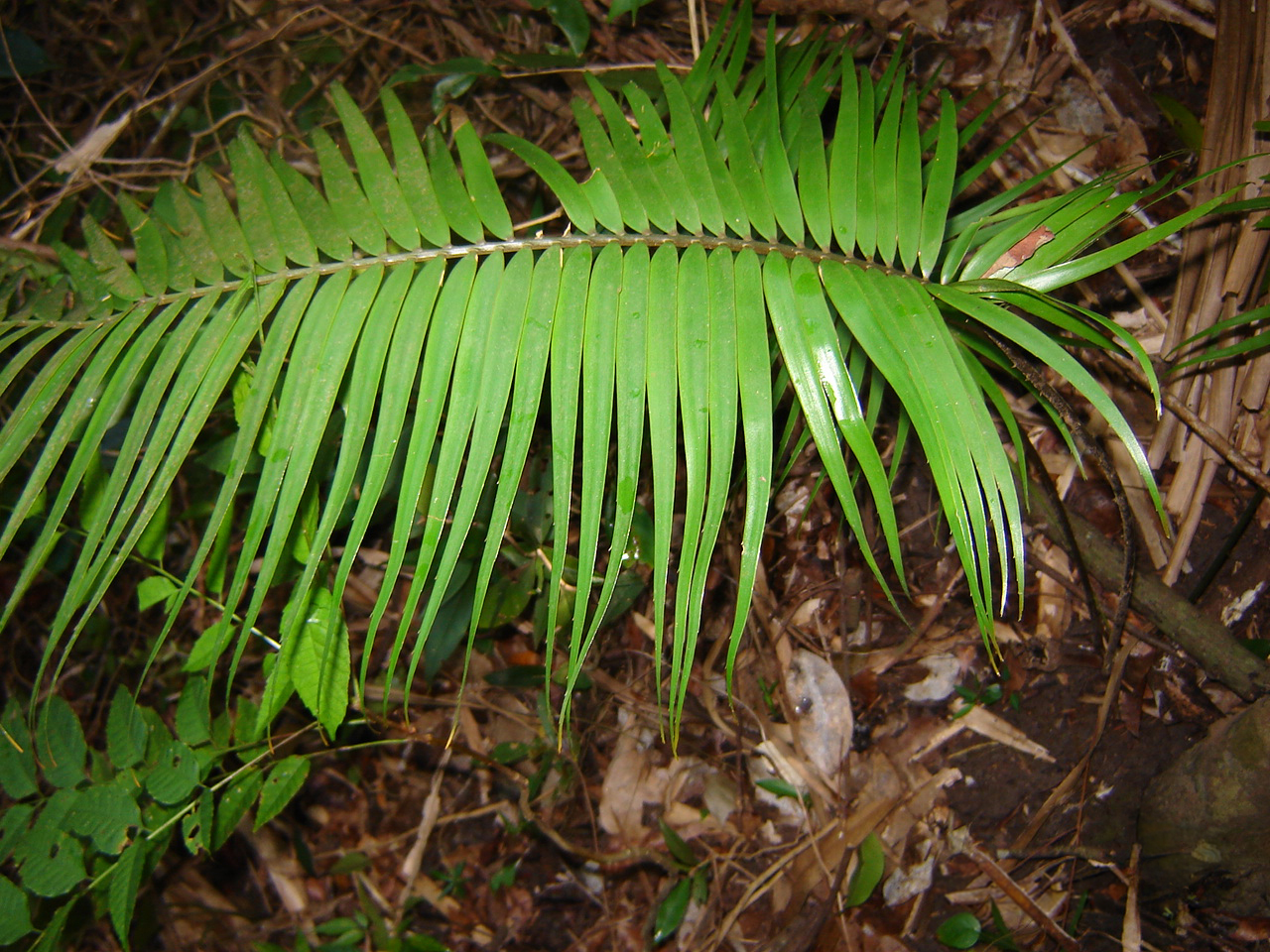

| Reino:    | Plantae       | Plantae       |
| Subreino: | Tracheobionta | Tracheobionta |
| División: | Spermatophyta | Spermatophyta |
| Clase:    | Gymnospermae  | Gymnospermae  |
| Subclase: | Cycadidae     | Cycadidae     |
| Orden:    | Cycadales     | Cycadales     |
| Familia:  | Zamiaceae     | Zamiaceae     |